# Тезгера
Тезгера је широка даска са четири ручке коју носе два радника – носиљка за грађевински материјал и материјал у расадницима и хортикултури. За вучу камена  осталог тешког материјала тезгера се ставља на колица. Данас се ретко среће јер је замењена тачкама, јапанерима и осталим типовима колица.